# Blang Raya (Muara Tiga)
Blang Raya is een bestuurslaag in het regentschap Pidie van de provincie Atjeh, Indonesië. Blang Raya telt 888 inwoners (volkstelling 2010).